# Alga (Kazajistán)
Alga es una ciudad en la región de Aktobe en el oeste de Kazajistán. Está situado en la orilla occidental del río Ilek (Jelek) y en la línea ferroviaria de Aktobe a Aralsk. 
Solía tener una planta de fosfato químico que ahora es una ruina, misma que  causó un daño ambiental duradero ya que grandes cantidades de desechos químicos fueron recolectados en estanques sin aislamiento del acuífero.
La planta química se ubica en el centro del distrito de Alga en la provincia de Aktobé, Kazajistán, por la estación de tren.

## Ubicación geográfica

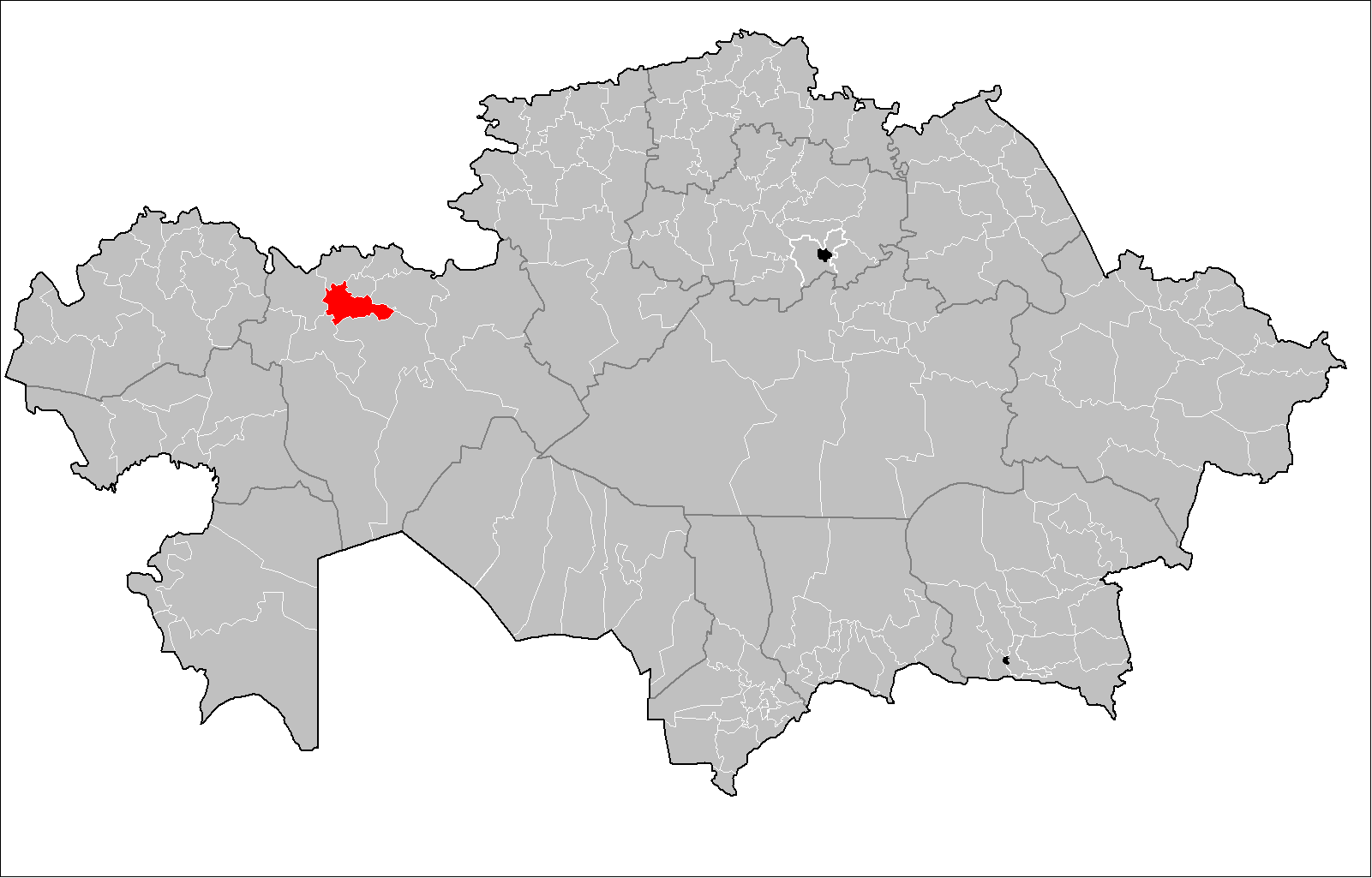
Mapa de ubicación de Alga.

Alga está ubicado en la margen izquierda del río Elek a 45 km al sur de la ciudad.

## Historia
La fundación em el año de [1930] se estableció en relación con el comienzo de la construcción de la planta química que produjo un desarrollo y atracción a la ciudad de trabajadores para el servicio de la planta química que se mantenía como un foco de desarrollo principal para la ciudad. 
Paso de ser un pueblo a una ciudad en el año de 1961 mismo que se recuerda como año de fundación oficial.

## Población
Alga es una pequeña ciudad del país Kasajistani ,  según información oficial  se calcula que al año 2016 posee un población de 20,239 habitantes.
- 19 896 habitantes al año dos mil diez(2010);[1]
- 19 978 habitantes al año dos mil trece(2013).[2]
- 20 239 habitantes al año dos mil dieciséis (2016)

## Industria, Infraestructura
A largo plazo, una de las empresas químicas más grandes de Kazajistán, Aktobe Chemical Complex (JSC), tiene una producción de fertilizantes minerales. Hay plantas de pan y aceite en la ciudad, una rama del Aktobe Medical College, una policlínica, un hospital, una farmacia, un colegio vocacional y técnico, escuelas de música y deportes, cine, biblioteca, imprenta, estación sanitaria y epidemiológica, estadio y piscina. La ruta pasará por el ferrocarril Orenburg - Tashkent, la autopista Aktobe - Atyrau.